# Франсоаз Мбанго Етон
Франсоаз Мбанго Етон (фр. Françoise Mbango Etone; Јаунде, 14. април 1976) бивша је камерунска атлетичарка, која је од 23. априла 2010. узела француско држављанство.
Своју прву олимпијску златну медаљу у троскоку освојила је на Олимпијским играма у Атини 2004. То је била прва златња медаља за камерунски спорт у појединачној конкуренцију (прву екипну освојила је Фудбалска репрезентација Камеруна у Сиднеју 2000. Медаљу је успела одбранити на сљедећим Олимпијским играма 2008. у Пекингу. Тада је скочила 15,39 метара. Осим златне олимпијске медаље, срушила је афрички и олимпијски рекорд у троскоку од 15,33 м који је постављен 1996. у Атланти. Било је то друго појединачно злато у камерунској олимпијској историји. Поред ових, медаље је освајала на светским и афричким првенствима и играма Комонвелта. Франсоаз Мбанго Етон је прва атлетичарка у Камеруну, која је успела освајати медаље на Светском првенству и Играма Комонвелта.
Своје прве међународне кораке направила је на Афричком првенство када је 1996. била трећа, а 1998. друга.
Била је стипендиста на америчком универзитету на основу програма Олимпијске солидарности од новембра 2002. године. Током академске године 2005./06. живела је у Њујорку где је похађала Универзитет St. John’s у Квинсу. Стипендију је добила уз помоћ америчког амбасадора у Камеруну. Она и њена сестра Берта изабрале су овај универзитет јер је подржавао америчке културне програме у Камеруну.

## Лични рекорди
| Дисциплина          | Датум               | Место       | Резултат | Ветар    | Коментари       |
| ------------------- | ------------------- | ----------- | -------- | -------- | --------------- |
| Скок удаљ           | 16. септембар 1999. | Јоханезбург | 6,55     | +1,3 м/с | Рекорд Камеруна |
| Скок удаљ (дворана) | 1. фебруар 2003.    | Мондвил     | 6,13     |          | Рекорд Камеруна |
| Троскок             | 17. август 2008.    | Пекинг      | 15,39    | +0,5 м/с | ОР, АФР         |
| Троскок (дворана)   | 15. март 2003.      | Бирмингем   | 14,88    |          | Рекорд Камеруна |